# Delfinado
Delfinado (em francês: Dauphiné) é uma das antigas províncias da França, com capital na cidade de Grenoble.

Brasão do Delfinado

Corresponde aos atuais departamentos de Isère, Drôme e Hautes-Alpes.

Localização do Delfinado no mapa da França.